# Municipio de Villa Comaltitlán
El municipio de Villa Comaltitlán es uno de los 124 municipios que componen el estado de Chiapas. Su cabecera municipal es la villa de Villa Comaltitlán.